# Rio Barra Nova
Rio Barra Nova är ett periodiskt vattendrag i Brasilien.   Det ligger i delstaten Ceará, i den östra delen av landet, 1 500 km nordost om huvudstaden Brasília.
Omgivningarna runt Rio Barra Nova är huvudsakligen savann. Runt Rio Barra Nova är det glesbefolkat, med 12 invånare per kvadratkilometer.